# Águeda Marqués
Águeda Marqués Muñoz (* 19. März 1999 in Segovia) ist eine spanische Leichtathletin, die sich auf den Mittelstreckenlauf spezialisiert hat. Sie ist mit dem spanischen Mittelstreckenläufer Adrián Ben liiert.

## Sportliche Laufbahn
Erste internationale Erfahrungen sammelte Águeda Marqués bei den 2016 erstmals ausgetragenen Jugendeuropameisterschaften in Tiflis, bei denen sie in 4:36,00 min den achten Platz im 1500-Meter-Lauf belegte. Im Jahr darauf schied sie bei den U20-Europameisterschaften in Grosseto mit 4:30,00 min in der Vorrunde aus und auch bei den U20-Weltmeisterschaften 2018 in Tampere kam sie mit 4:30,63 min nicht über den Vorlauf hinaus. 2019 belegte sie bei den U23-Europameisterschaften in Gävle in 4:26,26 min den siebten Platz und 2021 wurde sie bei den Halleneuropameisterschaften in Toruń im Finale disqualifiziert. Im Juli belegte sie bei den U23-Europameisterschaften in Tallinn in 4:14,87 min den vierten Platz und im Dezember wurde sie bei den Crosslauf-Europameisterschaften in Dublin nach 21:31 min 15. im U23-Rennen. Im Jahr darauf gewann sie bei den Ibero-Amerikanischen Meisterschaften in La Nucia in 4:16,42 min die Silbermedaille hinter ihrer Landsfrau Solange Pereira und anschließend schied sie bei den Europameisterschaften in München mit 4:07,78 min im Vorlauf über 1500 Meter. Im Dezember wurde sie bei den Crosslauf-Europameisterschaften in Turin nach 27:56 min 17. im Einzel. 2023 klassierte sie sich bei den Halleneuropameisterschaften in Istanbul mit 4:08,72 min auf dem siebten Platz. Im Juni wurde sie bei der 1. Liga der Team-Europameisterschaft im Rahmen der Europaspiele in Chorzów in 15:31,04 min Dritte im 5000-Meter-Lauf. Im August schied sie bei den Weltmeisterschaften in Budapest mit 4:06,41 min in der ersten Runde über 1500 Meter aus. Im Jahr darauf wurde sie bei den Hallenweltmeisterschaften in Glasgow in 8:48,57 min 14. über 3000 Meter. Im August gelangte sie bei den Olympischen Sommerspielen in Paris mit 4:00,31 min im Finale auf Rang elf.
2025 verpasste sie bei den Halleneuropameisterschaften in Apeldoorn mit 9:09,36 min den Finaleinzug über 3000 Meter.
2025 wurde Marqués spanische Hallenmeisterin im 3000-Meter-Lauf.

## Persönliche Bestleistungen
- 800 Meter: 2:02,47 min, 21. Juli 2024 in Schifflange
  - 800 Meter (Halle): 2:04,83 min, 19. Februar 2022 in Madrid
- 1500 Meter: 4:00,31 min, 10. August 2024 in Paris
  - 1500 Meter (Halle): 4:05,61 min, 8. Februar 2025 in Metz
- Meile: 4:34,40 min, 22. September 2020 in Barcelona
  - Meile (Halle): 4:53,56 min, 3. Februar 2018 in Boston
  - 3000 Meter (Halle): 8:41,75 min, 13. Februar 2025 in Liévin
- 5000 Meter: 15:25,12 min, 18. Mai 2023 in Nerja